# ریچارد دبلیو. آوستین
ریچارد ویلسون آوستین (Richard Wilson Austin) (زادهٔ ۲۶ اوت ۱۸۵۷ – درگذشتهٔ ۲۰ آوریل ۱۹۱۹)، سیاستمدار، وکیل و دیپلمات آمریکایی بود. او از سال ۱۹۰۹ تا ۱۹۱۹ به عنوان یک جمهوری‌خواه در مجلس نمایندگان ایالات متحده خدمت کرد و نماینده حوزه انتخابیه دوم تنسی بود. آوستین قبل از تصدی خود در کنگره، از سال ۱۸۹۷ تا ۱۹۰۶ به عنوان مارشال ایالات متحده کار کرد و از سال ۱۹۰۶ تا ۱۹۰۷ به عنوان کنسولگر ایالات متحده در گلاسکو، اسکاتلند خدمت نمود.

## اوایل زندگی
آوستین در ۲۶ اوت ۱۸۵۷ در دکیتور، آلاباما به دنیا آمد. وی پسر جان و مری (پارکر) آوستین است. آوستین در مدارس دولتی شهرستان لودون، تنسی تحصیل کرد و در دانشگاه تنسی در رشته حقوق به تحصیل پرداخت. وی در سال ۱۸۷۸ در کانون وکلای دادگستری پذیرفته شد و دفتر حقوقی خود را در ناکسویل، تنسی راه‌اندازی کرد.
آوستین از سال ۱۸۷۹ تا ۱۸۸۱ به عنوان کارمند اداره پُستِ واشینگتن دی سی خدمت کرد. او از سال ۱۸۸۱ تا ۱۸۸۳ در طول کنگره چهل و هفتم به عنوان معاون حاجب مجلس نمایندگان ایالات متحده در زمان متحد سیاسی آینده خود، والتر پی. براونلو، خدمت کرد. آوستین از سال ۱۸۸۳ تا ۱۸۸۵ مأمور ویژه وزارت جنگ بود. در سال ۱۸۸۵ در ناکسویل به کار روزنامه مشغول شد. سپس به دکیتور، آلاباما بازگشت و به حرفه وکالت ادامه داد. او در سال ۱۸۸۸ منشی خصوصی نماینده کنگره لئونیداس سی هوک از تنسی و وکیل شهر دکیتور، آلاباما بود.
در سال ۱۸۹۰ آوستین برای کرسی منطقه ۸ آلاباما در مجلس نمایندگان ایالات متحده نامزد شد، اما این منصب را به جوزف ویلر، ژنرال سابق کنفدراسیون، با ۱۶۸۲۱ رأی در مقابل ۱۲۰۷۶ رأی باخت. در سال ۱۸۹۲ او نماینده کنوانسیون ملی جمهوری‌خواهان در مینیاپولیس بود و در سال ۱۸۹۳ به ناکسویل بازگشت تا مجله جمهوری‌خواه ناکسویل را ویرایش کند.
پس از مرگ لئونیداس هوک در سال ۱۸۹۱، حزب جمهوری‌خواه تنسی به تدریج به دو جناح متخاصم تقسیم شد: یکی به رهبری براونلو که آوستین از آن حمایت می‌کرد و دیگری به رهبری نماینده سابق کنگره، هنری کلی ایوانز از چاتانوگا که از حمایت نیول، تاجر چاتانوگا برخوردار بود. در کنوانسیون ملی جمهوری‌خواهان در سال ۱۸۹۶، آوستین و براونلو به خنثی کردن تلاش ایوانز برای نامزدی معاونت ریاست جمهوری کمک کردند. براونلو در اواخر همان سال به عنوان نماینده منطقه ۱ به کنگره راه یافت. رئیس‌جمهور، ایوانز را برای مدیریت دفتر کل پُست در نظر گرفت، اما این انتصاب تا حدی به دلیل تأثیر براونلو و آوستین، به جیمز اِی. گری از مریلند رسید.
رئیس‌جمهور مک کینلی در سال ۱۸۹۷، آوستین را به سمت مارشال ایالات متحده برای ناحیه شرقی تنسی منصوب کرد. یکی از برجسته‌ترین اقدامات آوستین به عنوان مارشال، ترتیب دادن عملیات ناموفق برای دستگیری مجدد تبهکاری به نام کید کری بود که از زندان ناکسویل فرار کرده بود. این مأموریت در ژوئن ۱۹۰۳ انجام شد.
در سال ۱۹۰۴ آوستین برای کرسی کنگره منطقه ۲ تنسی نامزد شد، اما در انتخابات مقدماتی به ناتان دبلیو هیل که از حمایت بلوک ایوانز- سندرز برخوردار بود، باخت. در سال ۱۹۰۶، آوستین به عنوان کنسولگر ایالات متحده در گلاسکو، اسکاتلند منصوب شد. او تا نوامبر ۱۹۰۷ در این سمت باقی ماند و پس از استعفای خود، به تنسی بازگشت تا برای ورود به کنگره، مبارزات انتخاباتی دیگری را برگزار کند.

## کنگره

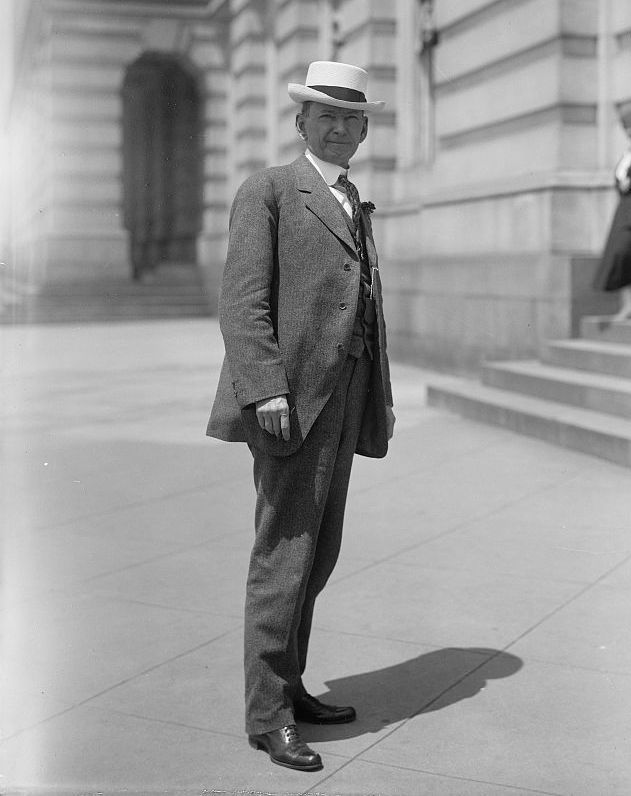
ریچارد ویلسون آوستین

در سال ۱۹۰۸، نزاع بین جناح‌های ایوانز- سندرز و براونلو-آوستین تشدید شد. این درست زمانی اتفاق افتاد که تاجر قدرتمند ناکسویل، ویلیام جی. الیور، دوست براونلو و آوستین، گروهی از افراد مسلح را به کنوانسیون حزب ایالتی در نشویل فرستاد. در این درگیری سندرز ضرب و شتم شد و افراد مسلح، حامیان او را فراری دادند. جناح براونلو که مصمم به شکست دادن هیل بود، خود را با از حزب دموکرات ایالت همسو کرد. در آن زمان جناح مالکوم پترسون با اختلافی مشابه بین هواداران خود و حامیان رقیبش از فرمانداری، ادوارد دبلیو. کارمک مواجه بود. جمهوری‌خواهان حامی براونلو پیشنهاد دادند که برای منصب فرمانداری به پترسون رأی بدهند و در مقابل، دموکرات‌های حامی پترسون در انتخابات منطقه ۲ کنگره به آوستین رأی بدهند. در نتیجه این حمایت، آوستین در روز انتخابات با ۱۵۳۳۷ رأی در مقابل ۱۴۵۲۸ رأی از هیل پیشی گرفت.
هیل و حامیانش از روی عصبانیت تلاش کردند تا مانع همکاری آوستین با جمهوری‌خواهان مجلس نمایندگان شوند، اما در رسیدن به این موفق نبودند. جان چیلز هوک که به‌طور کلی حامی جناح ایوانز- سندرز بود، پترسون را متقاعد کرد که از آوستین و براونلو حمایت نکند. با این حال، این حرکت به‌جا نبود، زیرا محبوبیت پترسون به دلیل اقدامات او پس از تیراندازی کوپر-کارمک به شدت کاهش یافت. در حالیکه هیل از حمایت هوک و مجله بانفوذ «ناکسویل ژورنال» برخوردار بود، رئیس‌جمهور ویلیام هاوارد تافت نیز حامی آوستین بود. پس از برگزاری یک کمپین وحشیانه در سال ۱۹۱۰، آوستین توانست با اختلاف ۱۵۷۶۱ رأی در مقابل ۱۱۷۵۵ رأی، دوباره هیل را شکست دهد.
در سال ۱۹۱۲، جمهوری‌خواهان دوباره دچار اختلاف شدند. در این میان، برخی به تافت وفادار ماندند و برخی دیگر از تئودور روزولت و فهرست نامزدهای حزب مترقی حمایت کردند. در انتخابات منطقه ۲ کنگره، آوستین به تافت وفادار ماند و از گروه جمهوری‌خواهان نامزد شد. دبلیو اچ. بوترام که از حمایت جان چیلز هوک و وکیل ناکسویل هیو بی لیندسی برخوردار بود، از گروه حزب مترقی نامزد شد.جی.سی. جی ویلیامز نیز نامزد حزب دموکرات شد. اگرچه روزولت در منطقه ۲ از تافت پیشی گرفت، اما آوستین با کسب ۱۲۷۱۲ رأی در مقابل ۷۰۲۵ رأی برای بوترام و ۶۶۸۱ رأی برای ویلیامز. به راحتی دوباره انتخاب شد.
آوستین به راحتی در سال ۱۹۱۴ و ۱۹۱۶ انتخاب شد. در کنوانسیون ملی جمهوری‌خواهان در سال ۱۹۱۶، او با فرمانده سابق، بن دبلیو هوپر (یکی از متحدان سندرز)، بر سر نمایندگی ایالت در کمیته ملی آشکارا درگیر شد. دشمنی مداوم هوک، سندرز و هوپر سرانجام در انتخابات مقدماتی جمهوری‌خواهان در مارس ۱۹۱۸، زمانی که آوستین برای نامزدی به جی. ویل تیلور، رئیس حزب ایالتی، باخت، تأثیر منفی خود را نشان داد.
آوستین که متحد تافت بود، در طول پنج دوره حضور خود در کنگره، عموماً از اقدامات حمایتی مانند وضع تعرفه بر واردات خارجی حمایت کرد. آوستین در فوریه ۱۹۱۱، در یادبود براونلو که سال قبل درگذشته بود، در مجلس سخنرانی کرد. وی در سال ۱۹۱۵، از یک سیستم مبادله ملی حمایت کرد که جویندگان کار را به صاحب‌کاران متصل می‌کرد. در طول مناظره مجلس در مورد اصلاحیه نوزدهم در ژانویه ۱۹۱۸، آوستین، با اشاره به نماینده کنگره، ژانت رانکین از مونتانا، استدلال کرد: «برجسته‌ترین، بهترین و قوی‌ترین شاهد موفقیت حق رأی زنان در این مجلس به کارنامه درخشان همکار ما از مونتانا گره خورده که احترام، اعتماد و تحسین اعضاء و مقامات این مجلس را برانگیخته است».

## وفات
آوستین در ۲۰ آوریل ۱۹۱۹، تقریباً یک ماه پس از پایان آخرین دوره کاری خود در کنگره، در واشینگتن دی سی درگذشت. او در گورستان اُلد گری در ناکسویل، تنسی به خاک سپرده شد.